# Porosłe (Eliaszuki)
Porosłe – kolonia wsi Eliaszuki w Polsce, położona w województwie podlaskim, w powiecie hajnowskim, w gminie Narewka, na północno-wschodnim krańcu Puszczy Ladzkiej.
Do 1952 w gminie Narew (gromada Rybaki) w powiecie bielskim. 1 lipca 1952 przeniesione do gminie Narewka (gromada Eliaszuki) w powiecie bielskim. W 1954 roku w gminie Lewkowo Stare w powiecie hajnowskim. 1954–1972 w gromadzie Lewkowo Stare.
W latach 1975–1998 kolonia administracyjnie należała do województwa białostockiego.
Wierni kościoła rzymskokatolickiego należą do parafii św. Jana Chrzciciela w Narewce.